# Adieu l'ami
Pour plus de détails, voir Fiche technique et Distribution.
Adieu l'ami est un film franco-italien réalisé par Jean Herman et sorti en 1968.

## Synopsis
Dino Barran (Alain Delon), légionnaire-médecin démobilisé, accepte d'aider Isabelle Moreau (Olga Georges-Picot), la femme d'un compagnon d'armes qu'il a tué accidentellement, pour honorer la mémoire de son ami. Il doit se laisser enfermer dans la chambre forte de l'entreprise où elle travaille afin d'en ouvrir le coffre-fort et y replacer des documents compromettants pour elle. Ne connaissant qu'une partie de la combinaison qu'elle lui a donnée, la durée de la trêve de Noël ne sera pas de trop. Mais le coffre contient aussi plusieurs millions de francs, la paie du mois des salariés de l'entreprise. Il se retrouve obligé d'impliquer Franz Propp (Charles Bronson), légionnaire américain démobilisé en même temps que lui. Celui-ci a pour Barran une réelle affection, mais le magot lui a donné d'autres idées.
Le soir du réveillon de Noël, Dino revient dans l'entreprise, profitant de la confusion du départ du personnel. Il se retrouve nez-à-nez avec Franz, persuadé que Dino prépare un gros coup. Parvenant à esquiver les rondes des vigiles toutes les 6 heures, les deux comparses, enfermés dans le local blindé, parviennent à ouvrir le coffre-fort mais constatent qu'il est vide : quelqu'un a déjà emporté les deux cent treize millions de francs. En essayant de partir, le mardi 26 avant la réouverture des bureaux, ils retrouvent le corps du gardien au sol, criblé de quatre coups de revolver. La police a déjà investi les lieux tandis qu’ils se retrouvent dans un petit bar. Craignant qu'on leur mette le meurtre sur le dos, ils décident de prendre séparément l’avion pour Marseille, tout en se promettant de se couvrir mutuellement en cas de capture. Deux jours plus tard, Franz est arrêté à l’aéroport par l'inspecteur Meloutis, tandis que Dino parvient à s'échapper. Les journaux et les panneaux d’affichage abondent d’informations sur le crime commis par le médecin-militaire.
Dino, chassé, cherche Isabelle et découvre, aux dires du secrétariat joint par téléphone, qu'aucune Isabelle Moreau ne fait partie des employés de l'entreprise. Sa seule issue pour se disculper est de retrouver le dossier médical d'Isabelle. Pour y parvenir, il se rend au domicile parental de son ex-assistante, la jeune étudiante en médecine nommée Dominique Austerlitz (Brigitte Fossey), dite "Waterloo", et amoureuse de lui. Après avoir été violentée par Dino, Dominique accepte de l'accompagner chercher le dossier d'Isabelle. Une fois sur place, Dominique apparaît aux côtés d'Isabelle qui tient en main le revolver de Dino : les deux étant complices dans le coup. Dino a une discussion au cours de laquelle Isabelle admet sa responsabilité, tandis que Meloutis, caché avec ses agents à proximité, écoute l’intégralité des aveux. La police fait soudain irruption. Isabelle tire sur Dino la dernière balle laissée dans le revolver, mais elle le manque, et tue accidentellement un inspecteur. Stationnés pour bloquer la fuite des deux femmes à travers les couloirs des bureaux et voyant Isabelle armée, un agent décharge sa mitrailleuse sur elle et Dominique, les tuant toutes les deux. Désormais disculpés de quelconques complicités, Dino et Franz (ce dernier ayant été amené sur les lieux pour confronter Dino) sont séparés, non sans avoir maintenu leurs engagements de ne pas « balancer » le complice. La scène finale laisse éclater la joie de Dino.

## Fiche technique
- Titre d'origine : Adieu l'ami
- Titre italien : Due sporche carogne, également répertorié sous le titre Tecnica di una rapina
- Titres anglais : Farewell, Friend etHonor Among Thieves. Tourné en langue anglaise
- Réalisateur : Jean Herman
- Scénariste : Jean Herman, d'après le scénario de Sébastien Japrisot (pseudonyme de Jean-Baptiste Rossi), paru en 1968
- Directeur de la photographie : Jean-Jacques Tarbès
- Monteuse : Hélène Plemiannikov
- Musique originale : François de Roubaix
- Décors : Jacques Dugied
- Coordinateur des combats et des cascades : Claude Carliez et son équipe
- Photographe de plateau : Vincent Rossell
- Pays de production :  France,  Italie
- Producteur : George Silberman
- Format : Couleur par Eastmancolor — 1.66:1 — Son monophonique - 35 mm
- Genre : thriller, drame
- Durée : 110 minutes
- Date de sortie : France: 14 août 1968
- Affiche : René Ferracci (France)

## Distribution
- Alain Delon : Dino Barran
- Charles Bronson (VF : John Berry): Franz Propp
- Olga Georges-Picot : Isabelle Moreau
- Brigitte Fossey : Dominique Austerlitz, dite « Waterloo »
- Bernard Fresson : l'inspecteur Meloutis
- Jean-Claude Balard : l'inspecteur de police
- Guy Delorme : l'homme de Neuilly
- Jacques Marbeuf
- Stéphane Bouy : un inspecteur
- Jean-Paul Tribout
- Marie-Noëlle Gresset

## Incohérence dans le film
Au débarquement du bateau, Franz arbore un béret noir, alors qu'il est incorporé dans la légion étrangère, dont le couvre-chef réglementaire est de couleur verte.

## Autour du film
Le réalisateur Jean Herman avait initialement pressenti la jeune chanteuse France Gall pour le rôle de Dominique, dite « Waterloo ». Celle-ci, réfractaire au cinéma et ayant demandé à son entourage de « l'empêcher de faire du cinéma » (sic), refusa la proposition prétextant les scènes d'amour avec Alain Delon parce qu'elle était fiancée dans la vie réelle. Elle confiera plus tard : « J'ai refusé parce qu'il fallait embrasser Alain Delon et que j'avais un boy-friend à l'époque, alors que c'est l'un des hommes les plus beaux que j'aie eu l'occasion de rencontrer. On est un peu « bêtiau » à cet âge… »
L'auteur du livre, Sébastien Japrisot, avait dédié son livre à son ami, l'acteur Jean Gaven, en ces termes "A mon ami Jean Gaven". Japrisot demanda au réalisateur et à la production d'engager Jean Gaven dans le rôle de l'inspecteur Meloutis, ce qui fut fait et déclencha la colère d'Alain Delon qui ne voulait pas d'un acteur à qui le livre était dédié, ce qui risquait de lui faire de l'ombre. Delon menaçant de ne pas faire le film, la production le remplaça par Bernard Fresson, mais paya le contrat de Gaven. Delon exigea également que son nom figurât sur deux lignes au générique ne laissant à Bronson que le choix de figurer sur une seule ligne.
Le rôle de Franz Propp était initialement prévu pour Richard Widmark, trop cher pour la production. Son remplacement par Charles Bronson, à l'époque second rôle, entraîna la colère de Delon qui exigeait une vedette d'égale stature à la sienne.